# 브라질인
브라질인(브라질 포르투갈어: Brasileiros)은 브라질 국적을 보유한 사람이다.

## 특징
브라질인은 브라질 원주민, 백인계 브라질인, 혼혈계 브라질인으로 구성되어 있다. 백인계는 브라질인 중에서 가장 많은 비중을 차지하고 있으며, 주로 이탈리아나 포르투갈 출신 이민자의 후손이다. 혼혈계 브라질인은 백인계 브라질인 다음으로 많으며, 혼합된 문화를 가지고 있다. 브라질 원주민은 포르투갈인이 브라질을 침략하기 이전부터 살았던 원주민이다.

## 종교
브라질인 중 종교를 믿는 사람들은 대부분 로마 가톨릭 신자이다. 브라질인은 전 세계의 로마 가톨릭 신자중에서 가장 많은 비중을 차지한다.

## 문화
브라질과 브라질인은 라틴아메리카 문화를 가지고 있다. 브라질인의 문화는 북부, 중부, 남부로 세분되며 조금씩 다르게 나타난다.

## 해외 거주 국가
브라질에서는 많은 인구 유출이 발생하고 있으며, 브라질계 이민자와 다른 나라에 거주하는 브라질인은 같은 라틴아메리카 문화권인 멕시코, 베네수엘라, 볼리비아, 스페인, 우루과이, 콜롬비아, 쿠바에 가장 많다.

## 브라질인의 자격
1988년 브라질 헌법에 따르면 브라질에서 태어난 사람은 브라질인이 될 수 있는 자격을 가진다. 그러나 부모가 외국에서 공직자일 경우 자녀는 태어나면서부터 브라질인이 되기 어렵다.

## 같이 보기
- 브라질 포르투갈어